# Gottfried Fuchs
Gottfried Erik Fuchs (més tard anomenat Godfrey Fuchs; 3 de maig de 1889 - 25 de febrer de 1972) fou un futbolista alemany de la dècada de 1910.
Fou 6 cops internacional amb la selecció alemanya en els quals marcà 14 gols, amb la qual participà en els Jocs Olímpics d'Estiu de 1912. És recordat per haver marcat 10 gols en la victòria d'Alemanya sobre Rússia per 16-0 als Jocs Olímpics de 1912, igualant el rècord de Sophus Erhard Nielsen.
Pel que fa a clubs, defensà els colors de Düsseldorfer SC i Karlsruher FV.
D'origen jueu, es va exiliar el 1937 a Anglaterra i el 1940 al Canadà.
Es seu germà fou el compositor i arquitecte Richard Fuchs.